# Elissa
Elissar Zakaria Khoury (arabiska: إليسار زكريا خوري), känd som Elissa (arabiska: إليسا), född 27 oktober 1972 i Deir el Ahmar i Libanon), är en libanesisk sångare med flera arabiska och internationella utmärkelser. Hon är en av de mest kända sångerskorna i den arabiska världen och betraktas som en av de bäst säljande kvinnliga artisterna i Mellanöstern.
Elissa är känd för sin passionerade musikstil och unika röst och kapacitet, och kallas "Queen of Romance" och "Queen of Feelings". Elissa var den första libanesiska musiker att vinna World Music Award 2005 och 2006 för bästsäljande album i Mellanöstern.
År 2015 hade Elissa sin först konsert i Sverige och över 35 000 personer såg hennes framträdande på Götaplatsen. Det är den överlägset största publiksiffran för en konsert på Kulturkalaset 2015.

## Biografi
Elissa har en libanesisk far och en syrisk mor och växte upp i Bekaadalen i Libanon. Hon avlade en examen i statsvetenskap vid Libanons universitetet. Hon är maronitisk katolik. Elissas far Zakaria Khoury som studerat och undervisat i arabisk litteratur, dog i cancer 2004. Hon har tre bröder och två systrar. Hennes bror Kamel Khoury är DJ.
Musikkarriären tog sin början 1992 då hon vann den libanesiska talangjakten Studio El Fan. Hennes första album Baddi Doub släpptes 1999 på EMI Music Arabia och producerades av bland andra Jean-Marie Riachi.

## Diskografi
- Baddy Doub (1999)
- W'akherta Ma'ak (2001)
- Ayshalak (2002)
- Ahla Dunya (2004)
- Bastannak (2006)
- Ayami Beek (2007)
- Tesadaa Bemeen (2009)
- As'ad Wahda (2012)
- Halet Hob (2014)